# وليام ديفيز
وليام ديفيز (بالإنجليزية: William Davies (Georgia))‏ (و. 1775 – 1829 م) هو سياسي، ومحامي، وقاضي من الولايات المتحدة الأمريكية . ولد في سافانا .تولى منصب عضو مجلس نواب ولاية جورجيا (1807–1808).
توفي في سافانا .
| المناصب السياسية | المناصب السياسية                       | المناصب السياسية |
| ---------------- | -------------------------------------- | ---------------- |
| سبقه             | عضو مجلس نواب ولاية جورجيا 1807 - 1808 | تبعه             |